# Balogh Éva (modell)

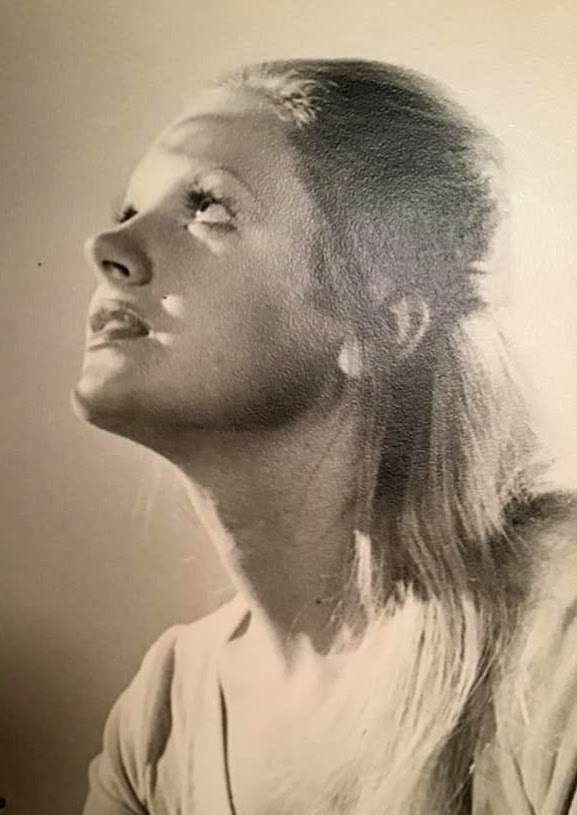
1970–1980 között

Balogh Éva (Budapest, 1947. július 31. – ) modell, manöken, forgatókönyvíró, újságíró.

## Élete
Első reklámfilmjét együtt forgatta Soltész Rezsővel, ami egy Pálma Gumigyár matraca volt. Ezt követően folyamatosan  kapta a felkéréseket.
Fotómodellként is bemutatkozott, a Füles, a Képes Újság címlapján, Ez a Divat, Nők Lapja újságokban és több más kiadványban is szerepelt. 1974-ben végezte el az Artistaképző Intézetben a manökeniskolát. Szépségkiránynő 1980-ban volt Jugoszláviában. 
A 70-es évek elején egy KIOSZ-nagybemutatón volt első fellépése. Ezt követte a többi nagybemutató. Dolgozott a Magyar Hirdető által az Országos Rendező Iroda által szervezett műsorokban is.
A Kézműipari Vállalat manökenje lett, egy nagybemutatón debütált. 
Együtt dolgozott Máté Péterrel, Koós Jánossal, Magay Klementinavel, az Express (együttes)sel, Zárai-Vámosi házaspárral, Ihász Gáborral, és sok fellépővel, műsoros esteken. Külföldön is képviselte Magyarországot divatbemutatókon.
10 évig volt manöken. 
A Nehézipari Minisztérium következett, a NIM miniszterének, államtitkárának és négy helyettesének a rendezvény felelőse lett, majd az Ipari Minisztériumban dolgozott. (A Nehézipari Minisztérium, a Belkereskedelmi Minisztérium és a Könnyűipari Minisztérium fúziójából jött létre az Ipari Minisztérium a Mártírok útján.)
Az Állami Energetikai és Energiabiztonságtechnikai Felügyelettől (Energiafelügyelet) főelőadója volt, itt felkérték az ország új energiatakarékossági reklámkampányának megalkotására, az új Forgó Morgó, energiatakarékosságra intő propagandaműsor, elfogadtatáséra.
Ebből született a Walaki és Buksza. 1987-ben erről cikket is írt, több újságba, például a Pajtás újságba is.
A Walaki és Buksza két teljesen eltérő karakterű figura. Az Állami Energetikai és Energiabiztonság-technikai Felügyelet nem tudott választani. Készítettek  két reklámfilmet, s bemutatták a gyerekeknek. Sikere után az Energiafelügyelet rögtön tizenkét filmje főszerepére szerződtette készítőit.
Elnyerte a film Magyarország Közönség Díját, a New York-i Reklámfilm Fesztivál díját, a hazai szakma díját. Az iskolákban is tananyag lett. Usztics Mátyással közösen  írt egy hat részes mesefilmet is, aminek fő szereplője a kutya és WALAKI volt, a televízió mutatta be 1990-ben.
Utána az UBORKA produkciót, a politikai bábos műsort  is sikeressé tette az országban.
Később találkozott egy gyerektigrissel, akit megmentett, helyet keresett neki a világban. Pataky Attila közreműködésével és segítségével egy sajtótájékoztatót, majd egy jótékonysági bált rendeztek, de Zénó, a tigris egy ajándékozási szerződés révén a Miskolci Vadaspark tulajdona lett. Ennek kapcsán beszélhetett  Gerald Durrell brit zoológussal is. Ekkor az ország első EU konform tigriskifutóját építette fel.
Portréfilm is készült róla, mint a 70-es, 80-as évek sztárjainak egyike.